# أمانة محافظة حفر الباطن
أمانة محافظة حفر الباطن هي الجهة المسؤولة عن تقديم الخدمات العامة للمواطنين في المحافظة التابعة للمنطقة الشرقية في المملكة العربية السعودية، حيث تساهم في تطبيق هذه الاستراتيجيات، من خلال الاستثمار الأفضل للموارد المتاحة.